# Беломестненское сельское поселение (Орловская область)
Беломе́стненское се́льское поселе́ние — муниципальное образование в Ливенском районе Орловской области России.
Создано в 2004 году в границах одноимённого сельсовета. Площадь — 7 570 га. Административный центр — слобода Беломестное.

## География
Расположено по правому берегу реки Сосны у города Ливны.
Средняя высота местности над уровнем моря колеблется от 200 м до 125 м.
Протяжённость с севера на юг составляет 14 км, с запада на восток 9 км.
На севере Беломестненское поселение примыкает непосредственно к Ливнам. На северо-востоке граничит по реке Сосна с Галическим сельским поселением, на востоке с Сергиевским, на юго-востоке с Никольским, на юго-западе с Вахновским, а на северо-западе с Коротышским.
Водные ресурсы включают реку Сосну, Илюшкино озеро, пруды.
На территории сельского поселения находится редкий для этих мест лесной массив — урочище Липовчик.:188 Также следует отметить каменный карьер, расположенный рядом с деревней Горностаевкой.

## Население
| 2010  | 2012  | 2013  | 2014  | 2015  | 2016  | 2017  |
| ----- | ----- | ----- | ----- | ----- | ----- | ----- |
| 3574  | ↘3551 | ↘3531 | ↘3508 | ↘3471 | ↘3451 | ↗3463 |
| 2018  | 2019  | 2020  | 2021  | 2023  |       |       |
| ↗3503 | ↗3511 | ↘3468 | ↘3349 | ↗3372 |       |       |

## Населённые пункты
В состав сельского поселения (сельсовета) входят 5 населённых пунктов:
| № | Населённый пункт | Тип     | Население (чел.) |
| - | ---------------- | ------- | ---------------- |
| 1 | Барково          | деревня | ↗542             |
| 2 | Беломестное      | слобода | ↗1947            |
| 3 | Горностаевка     | деревня | ↗313             |
| 4 | Троицкое         | село    | ↘597             |
| 5 | Ямской           | посёлок | ↗175             |

## Этимология и история названия
Беломестное получило своё название от места расположения — Белое место (Белая земля). Жители (Беломестцы), селившиеся в таких местах, освобождались в XVI—XVII веках на Руси от податей. В данном случае, мера была направлена на поддержку освоения наиболее опасных и не защищённых от татарских набегов районов.
С таким названием целый ряд населённых пунктов сохранился до наших дней. Например сёла в когда-то пограничных землях Белгородской, Курской, Тульской областей.

## История, культура и достопримечательности
Как населённый пункт, Беломестная слобода впервые упоминается в Приправочной книге за 1615 год. Располагаясь на правом, так называемом нагайском или Диком поле, берегу Быстрой Сосны, она являлась как бы форпостом города-крепости Ливны:188-189.
Из достопримечательностей обращает внимание урочище Липовчик — традиционное место народных гуляний и выезда на плэнер Ливенской художественной школы . Этот лесной массив использовался в 1937-38 годах в качестве места расстрела репрессированных жителей Ливенского района. В память о тех событиях здесь установлен мемориал:191. 

В селе Троицкое расположен храм Св. Живоначальной Троицы построенный в 1791 году. В начале XIX века здесь служил прадед Михаила Булгакова — И. А. Турбин:192. А кроме того, где-то у стен храма потерялось захоронение Василия Петрова, ныне забытого, но когда-то известного поэта. Он упомянут пятнадцатилетним Пушкиным в «Воспоминаниях в Царском Селе»:193: 

В Беломестном с 1922 по 1975 годы проживал со своей семьёй ливенский художник А. Н. Селищев.

## Экономика
Имеется два крупных хозяйствующих субъекта. Это СПК «Возрождение» располагающееся в северной части поселения с центром в Барково. И колхоз «50 лет Октября» занимающий юг с центром в селе Троицкое.:187

Интересно, что коллективный труд на территории поселения начался ещё с 1918 года. Тогда в деревне Барково создали коммуну имени Карла Маркса, в селе Троицкое — артель «Свободная республика», а в самой слободе Беломестное организовали сельхозартель «Труд».:447 

## Инфраструктура
Все населенные пункты поселения располагают газом и водопроводом. Кроме того, имеет библиотеку, 1 фельдшерско-акушерский пункт, 9 магазинов, школа, школа-сад, детский сад.

## Транспорт и связь
Сами населенные пункты связаны между собой и районным центром шоссейными дорогами. В качестве общественного транспорта действует автобусное сообщение с Ливнами и маршрутное такси.
В Беломестненском сельском поселении работают 4 сотовых оператора Орловской области:
- МТС
- Билайн, компания Вымпел-Регион
- Мегафон, компания ЗАО Соник дуо
- TELE2

## Администрация
Администрация Беломестненского сельского поселения находится в центре слободы Беломестное на улице Воронежская, д.17.
 Её главой является — Платошкин Александр Николаевич.